# Acilisena
Acilisena (em grego: Ακιλισηνή; romaniz.: Asilisēnḗ; em armênio: Եկեղեաց; romaniz.: Ekełeac’), Ecelesiana (Εκελησιανḗ, Ekelēsianḗ), Celesena (Κελεσηνή, Kelesēnḗ) ou Ecletzena (Εκλετζηνή, Ecletzēnḗ), segundo a Geografia de Ananias de Siracena (século VII), foi um cantão (gavar) da província (ascar) de Alta Armênia, no Reino da Armênia. Centrava-se em Erez / Erevezã (atual Erzinjane), uma importante cidade regional e centro de culto da deusa Anaíte, entre o rio Arsânias e a curvatura do Eufrates. Compreendia uma área de 2 250 quilômetros quadrados. No processo de cristianização da Armênia, Gregório, o Iluminador desmantelou os principais templos pagãos do reino, incluindo os de Acilisena, que foi concedida a ele e seus familiares como parte da propriedade da Igreja.
No tempo da Paz de Acilisena de 387, foi um dos territórios mantidos no "reino" deixado sob controle de Ársaces III (r. 378–390). Com a eventual dissolução do reino de Ársaces III em 390, em decorrência de seu falecimento, Acilisena foi incluída na província de Armênia Interior. Desde 439, faria parte dos domínios da família Mamicônio, uma das casas nobres (nacarares) da Armênia, a partir da união matrimonial dos mamicônidas e gregóridas (descendentes de Gregório, o Iluminador). Em 528, com a reorganização das províncias armênias do Império Bizantino sob Justiniano I (r. 527–565), fez parte da Armênia Magna até sua eventual transferência, em 536, à Armênia Prima, que compreendia toda a Armênia Interior e antigos territórios da Armênia Prima original. Nessa reorganização, Justiniano aboliu o principado mamicônida local, e os Mamicônios devem ter migrado à Armênia sassânida. Essa província manteria tal nome até o final do reinado de Heráclio (r. 610–641).